# Прохоров, Юрий Валентинович
Юрий Валентинович Прохоров (род. 29 октября 1960 года, пос. Деденево, Дмитровский район, Московская область, РСФСР, СССР) — российский инженер-конструктор, менеджер и государственный деятель в области связи и информационных технологий. Первый заместитель Генерального директора ФГУП «Космическая связь» с 28 июня 2021 года.
С 12 июня 2009 года по 27 июня 2021 года - Генеральный директор ФГУП «Космическая связь» (в том числе исполняющий обязанности).

## Биография
1984 г. — окончил факультет «Радиотехнические системы» Московского института радиотехники, электроники и автоматики (МИРЭА) по специальности «Инженер-конструктор-технолог радиоэлектронной аппаратуры». Обучался в аспирантуре по специальности «Радиолокация и радионавигация»;
1982—1993 гг. — работал в ЦНПО «Комета», последовательно занимая должности инженера, старшего инженера, заведующего сектором, заведующего лабораторией по направлению «Спутниковые системы специального назначения и связи». Преподавал на базовой кафедре МИРЭА курс «Антенны и устройства СВЧ»;
1993 г. — перешел на работу во ФГУП «Государственный космический научно-производственный центр имени М. В. Хруничева»;
1995 г. — назначен главным конструктором систем связи и информационных технологий, начальником отдела спутниковых систем ФГУП «ГКНПЦ имени М. В. Хруничева»;
1996 г. — назначен директором подразделения «Хруничев Телеком»;
1997 г. — занял должность заместителя генерального директора ФГУП «ГКНПЦ им. М. В. Хруничева»;
2003 г. — стал заместителем генерального директора по информационным технологиям ФГУП «ГКНПЦ им. М. В. Хруничева» — директором филиала «Хруничев Телеком»;
2007 г. — директор департамента по новым системным проектам ОАО «Интеллект Телеком».

Он руководил проектами, связанными со спутниковыми системами связи, разрабатывал перспективные решения, связанные с коммерциализацией ГЛОНАСС. В последнее время Юрий Прохоров вел проект для индийского оператора АФК «Система» — Shyam Telelink: под его руководством работал коллектив, который занимался оценкой бизнеса в Индии и участвовал в разработке системного проекта сети CDMA-800.— Директор ОАО "Интеллект Телеком" Юрий Громаков о Ю.В. Прохорове 

## ФГУП «Космическая связь»
1 июля 2008 г. Ю. В. Прохоров был назначен первым заместителем Генерального директора ФГУП «Космическая связь»;
12 июня 2009 г. в связи с уходом с поста Генерального директора ФГУП «Космическая связь» А. В. Остапчука стал исполняющим обязанности Генерального директора предприятия;
6 мая 2010 г. в соответствии с приказом Федерального агентства связи № 60-к от 06 мая 2010 года по итогам конкурса на замещение должности руководителя ФГУП «Космическая связь» Ю. В. Прохоров назначен генеральным директором предприятия и на следующий день приступил к исполнению должностных обязанностей.
8 мая 2020 г. стал исполняющим обязанности генерального директора ФГУП "Космическая связь" в соответствии с приказом Федерального агентства связи № 53-к от 29 апреля 2020.
28 июня 2021 г. в связи с окончанием полномочий исполняющего обязанности Генерального директора ФГУП "Космическая связь" перешёл на должность Первого заместителя Генерального директора предприятия. Приказом Минцифры России от 23.06.2021 № 353-К Генеральным директором ФГУП "Космическая связь" назначен Алексей Волин, ранее занимавший должность заместителя министра цифрового развития, связи и массовых коммуникаций Российской Федерации. 
Ю. В. Прохоров являлся руководителем работ по созданию и эксплуатации современных телекоммуникационных систем в интересах космической отрасли (в том числе на космодромах Байконур и Плесецк), а также по созданию бортовых ретрансляторов малых космических аппаратов связи разработки ФГУП «ГКНПЦ им. М. В. Хруничева». Юрий Валентинович руководил внедрением CALS-технологий в системах управления (в том числе по созданию Единой корпоративной системы управления предприятием); возглавлял работы по созданию и эксплуатации российского сегмента системы глобальной персональной подвижной спутниковой связи «Иридиум».

## Звания
- Заслуженный испытатель космической техники
- Академик Международной академии связи
- Мастер связи
- Лауреат премии Правительства РФ

## Награды
- Орден Дружбы (6 декабря 2019 года) — за заслуги в развитии спутниковой связи и многолетнюю добросовестную работу[5]
- Медаль ордена «За заслуги перед Отечеством» II степени (31 марта 2014 года) — за достигнутые трудовые успехи, значительный вклад в социально-экономическое развитие Российской Федерации, заслуги в гуманитарной сфере, укреплении законности и правопорядка, активную законотворческую, общественную деятельность, многолетнюю добросовестную работу[6]
- Медаль Главного управления спецпрограмм Президента РФ «За содействие в обеспечении специальных программ»
- Почётная грамота Президента Российской Федерации (12 ноября 2018 года) — за заслуги в развитии спутниковой связи Российской Федерации и многолетнюю добросовестную работу[7]
- Благодарность Президента Российской Федерации "За большой вклад в реализацию проекта по переходу Российской Федерации на цифровой формат телевещания"